# Nidome no Jinsei o Isekai de
 (août 2024).
Nidome no Jinsei o Isekai de (二度目の人生を異世界で) est un light novel japonais.

## Synopsis
Kunugi Renya, un vieil homme âgé de 94 ans, meurt. Une jeune fille, s'autoproclamant Dieu, décide de l'envoyer revivre une nouvelle vie dans un autre monde afin de le sauver.

## Light novel
MINE a publié l’histoire en tant que webmanga sur le site Shōsetsuka ni Narō à partir du 3 janvier 2014.
Il a annoncé le 5 juin 2018 son intention d’arrêter la sérialisation du webmanga.
| no | Japonais          | Japonais      |
| no | Date de sortie    | ISBN          |
| -- | ----------------- | ------------- |
| 1  | 22 novembre 2014  | 9784798609225 |
| 2  | 22 janvier 2015   | 9784798609485 |
| 3  | 20 mars 2015      | 9784798609485 |
| 4  | 22 mars 2015      | 9784798610177 |
| 5  | 23 juillet 2015   | 9784798610511 |
| 6  | 6 septembre 2015  | 9784798610740 |
| 7  | 21 novembre 2015  | 9784798611181 |
| 8  | 22 janvier 2016   | 9784798611549 |
| 9  | 24 mars 2016      | 9784798611976 |
| 10 | 21 mai 2016       | 9784798612287 |
| 11 | 22 juillet 2016   | 9784798612645 |
| 12 | 23 septembre 2016 | 9784798612904 |
| 13 | 24 novembre 2016  | 9784798613284 |
| 14 | 21 janvier 2017   | 9784798613680 |
| 15 | 23 mars 2017      | 9784798614120 |
| 16 | 22 juin 2017      | 9784798614670 |
| 17 | 21 octobre 2017   | 9784798615561 |
| 18 | 24 mai 2018       | 9784798616506 |

## Manga
Une adaptation manga de Satoru Abou est publiée sur le site ComicWalker de Kadokawa Shoten.
| no | Japonais          | Japonais      |
| no | Date de sortie    | ISBN          |
| -- | ----------------- | ------------- |
| 1  | 24 novembre 2016  | 9784040687056 |
| 2  | 23 juin 2017      | 9784040691947 |
| 3  | 23 septembre 2017 | 9784040694368 |
| 4  | 22 janvier 2018   | 9784040697505 |
| 5  | 6 juin 2018       | 9784040698816 |
| 6  | 22 février 2019   | 9784040651255 |
| 7  | 23 août 2019      | 9784040658711 |
| 8  | 23 avril 2020     | 9784040645742 |
| 9  | 23 décembre 2020  | 9784040659985 |
| 10 | 23 décembre 2021  | 9784046807922 |

## Anime
Une adaptation en anime avait été annoncée le 22 mai 2018. L'adaptation doit être réalisée par Seven Arcs avec au chara-design Makoto Takahoko. La seiyū Megumi Nakajima devait interpréter le personnage de Rona Chevalier. L'adaptation a été annulée après une controverse à l'encontre de l'auteur.

## Controverse
Le manga est l'objet de controverse : le personnage principal semble être un soldat japonais ayant participé à la Seconde guerre sino-japonaise. De plus des post Twitter réalisés par l'auteur semble indiquer des positions antichinoises.
Le 6 juin 2018, plusieurs doubleurs devant participer à l'anime annoncent se retirer et le site de l'anime est fermé.